# Rio Açu (Paraná)
O rio Açu é um curso de água que banha o estado do Paraná. Seu principal afluente é o córrego São João, mas o rio conta com dezenas de afluentes. 